# ASD ABe 4/8
 (août 2024).
La mise en forme du texte ne suit pas les recommandations de Wikipédia : il faut le « wikifier ».
Les points d'amélioration suivants sont les cas les plus fréquents. Le détail des points à revoir est peut-être précisé sur la page de discussion.
- Les titres sont pré-formatés par le logiciel. Ils ne sont ni en capitales, ni en gras.
- Le texte ne doit pas être écrit en capitales (les noms de famille non plus), ni en gras, ni en italique, ni en « petit »…
- Le gras n'est utilisé que pour surligner le titre de l'article dans l'introduction, une seule fois.
- L'italique est rarement utilisé : mots en langue étrangère, titres d'œuvres, noms de bateaux, etc.
- Les citations ne sont pas en italique mais en corps de texte normal. Elles sont entourées par des guillemets français : « et ».
- Les listes à puces sont à éviter, des paragraphes rédigés étant largement préférés. Les tableaux sont à réserver à la présentation de données structurées (résultats, etc.).
- Les appels de note de bas de page (petits chiffres en exposant, introduits par l'outil «  Source ») sont à placer entre la fin de phrase et le point final[comme ça].
- Les liens internes (vers d'autres articles de Wikipédia) sont à choisir avec parcimonie. Créez des liens vers des articles approfondissant le sujet. Les termes génériques sans rapport avec le sujet sont à éviter, ainsi que les répétitions de liens vers un même terme.
- Les liens externes sont à placer uniquement dans une section « Liens externes », à la fin de l'article. Ces liens sont à choisir avec parcimonie suivant les règles définies. Si un lien sert de source à l'article, son insertion dans le texte est à faire par les notes de bas de page.
- La présentation des références doit suivre les conventions bibliographiques. Il est recommandé d'utiliser les modèles {{Ouvrage}}, {{Chapitre}}, {{Article}}, {{Lien web}} et/ou {{Bibliographie}}. Le mode d'édition visuel peut mettre en forme automatiquement les références.
- Insérer une infobox (cadre d'informations à droite) n'est pas obligatoire pour parachever la mise en page.

Pour une aide détaillée, merci de consulter Aide:Wikification.
Si vous pensez que ces points ont été résolus, vous pouvez retirer ce bandeau et améliorer la mise en forme d'un autre article.
 (août 2024).
Les ABe 4/8 numérotées 471 à 473 de la ligne ASD, pour Aigle-Sepey-Diablerets appartenant aux TPC (transports publics du Chablais) sont des automotrices suisses destinées à remplacer l’ancien matériel de la ligne datant de 1987.

## Histoire et données techniques
Les ABe 4/8 471 à 473 des TPC circulant sur la ligne de l’ASD sont des automotrices construites par l’entreprise suisse Stadler Rail. Réceptionnées en fin 2023 par les TPC, la première des trois automotrices ne sera mise en service qu’en juillet 2024, il s’agit de l’ABe 4/8 471. Ces nouvelles automotrices à deux éléments amènent désormais la première classe sur la ligne de l’ASD. Une grande première pour la ligne de montagne ! Les trois ABe 4/8 peuvent accueillir chacune 68 passagers assis + 10 sièges de type strapontin en 2ème classe, 11 passagers assis en 1ère classe et un total de 139 personnes debout, ces rames offrent également des emplacements dédiés aux skis et vélos. Ces rames ont pour but de remplacer les automotrices BDe 4/4 401 à 404 construites en 1987 par les ateliers de constructions mécaniques de Vevey (ACMV) et BBC et leurs voitures pilotes (Bt 431 à 434). La motivation du changement de ces anciennes rames provient notamment du fait qu’elles ne proposent pas un accès à plancher-bas pour les personnes à mobilité réduite, chose qui est maintenant obligatoire en raison de la loi LHand (loi sur l’égalité pour les personnes en situation de Handicap). Les automotrices des ACMV ainsi que leur Bt seront ou sont déjà retiré du service. Elles seront progressivement remplacées par les rames 471 à 473.

## Une rame spéciale glacier 3'000
Les TPC ont décidés de s’associer au Glacier 3'000 (proche des Diablerets, gare terminus de la ligne) pour donner naissance à une rame spéciale « GLACIER 3’000 ». C’est l’ABe 4/8 473 qui a été choisie pour créer ce train si spécial. Elle arbore donc actuellement une livrée spéciale à l’image du Glacier qui recouvre entièrement la machine. Il y a également quelques autres détails, tel qu’une image de la fameuse passerelle suspendue du glacier 3'000 ou encore la carte des activités de ce dernier imprimées sur les tablettes intérieures. Les TPC en ont profité pour proposer une offre combinée Glacier 3'000 et Mobilis sur leur site internet.

## État actuel des différentes rames
| rame    | no  | livrée        | état       |
| ------- | --- | ------------- | ---------- |
| ABe 4/8 | 471 | verte "TPC"   | EN SERVICE |
| ABe 4/8 | 472 | verte "TPC"   | EN SERVICE |
| ABe 4/8 | 473 | Glacier 3'000 | EN SERVICE |